# Schloss Bruneck
Schloss Bruneck ist eine Burg, die auf einem Hügel (dem Schlossberg) weithin sichtbar über der Stadt Bruneck im Pustertal (Südtirol) thront. Die erste urkundliche Erwähnung findet am 9. Februar 1276 statt: „Actum in castro Bruneke, anno domini mcclxxvi, v. idus febr.“ („Geschehen in der Burg Bruneck im Jahre des Herrn 1276, den fünften Tag [vor den] Iden des Februar.“).

## Geschichte
Die Geschichte von Schloss Bruneck begann im Jahr 1250 während der unruhigen Zeit nach dem Tod von Kaiser Friedrich II. Die mächtigen Territorialfürsten, insbesondere die Grafen von Tirol, begannen, die Gebiete vor allem der Kirche einzunehmen. Der Verwaltungssitz von Bischof Bruno von Kirchberg im Pustertal lag in Aufhofen, das völlig ungeschützt war. Darum ließ er in den Jahren 1251–1288 auf einem Felsen, der in den Talkessel hineinragte, eine kleine, aber gut befestigte Burg errichten. Zeitgleich begann er mit der Anlage einer Stadt am Fuße des Schlossberges, eben Bruneck.
Der erste Schlosshauptmann war wahrscheinlich Jakob von Trautson, der im Jahr 1309 ernannt wurde. Für seine Dienste bekam er „des ersten 26 Mut Chorns, 6 Mut Gerste, 10 Mut Haber stegermaz (Stegermaß), 600 Chäse, 40 Schoef, 4 Schweine, 4 Rinder, 4 Fuder Wein brixner Maz, 10 Mark Pfennig, das Marktgericht zu Brunek, die Hofstattphenig, und das Heu halbs im Rienzbach“.
Bereits im 14. Jahrhundert erweiterte Bischof Albert I. von Enn die Burg und umgab sie mit einer Zwingermauer. Im 15. Jahrhundert wurden die Befestigungen und Wehranlagen unter Fürstbischof Georg Golser stark ausgebaut. Auch in der Folge wurde die Burg umgebaut und erweitert. Fürstbischof Christoph von Schroffenstein beispielsweise gestaltete die Burg Anfang des 16. Jahrhunderts zu einem Wohnschloss um.
Um 1900 wurde die Burg durch Simon Aichner erneut weitzügig renoviert.
In jüngster Zeit diente Schloss Bruneck mehrmals als Notunterkunft für Schulen mit Platzmangel, nämlich für die kaufmännische Lehranstalt Bruneck (heute Handelsoberschule Bruneck) und für das Realgymnasium Bruneck. Schließlich wurde es von der Stiftung Südtiroler Sparkasse gekauft und der Stadtgemeinde Bruneck zur Benützung überlassen. Diese wiederum bot es dem Extrembergsteiger Reinhold Messner an, der im Juli 2011 hier sein Messner Mountain Museum Bergvölker eröffnet hat.

## Galerie

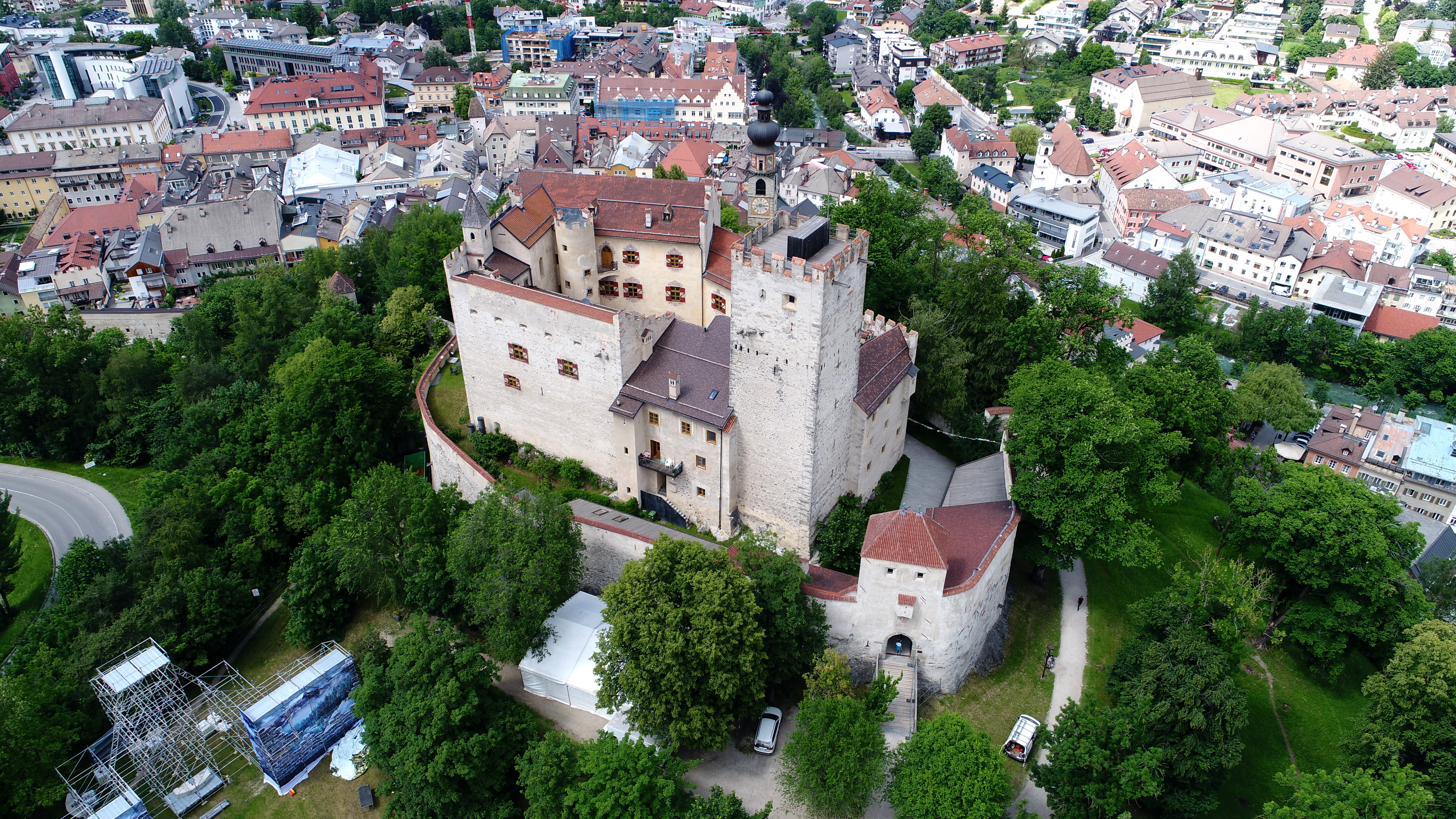
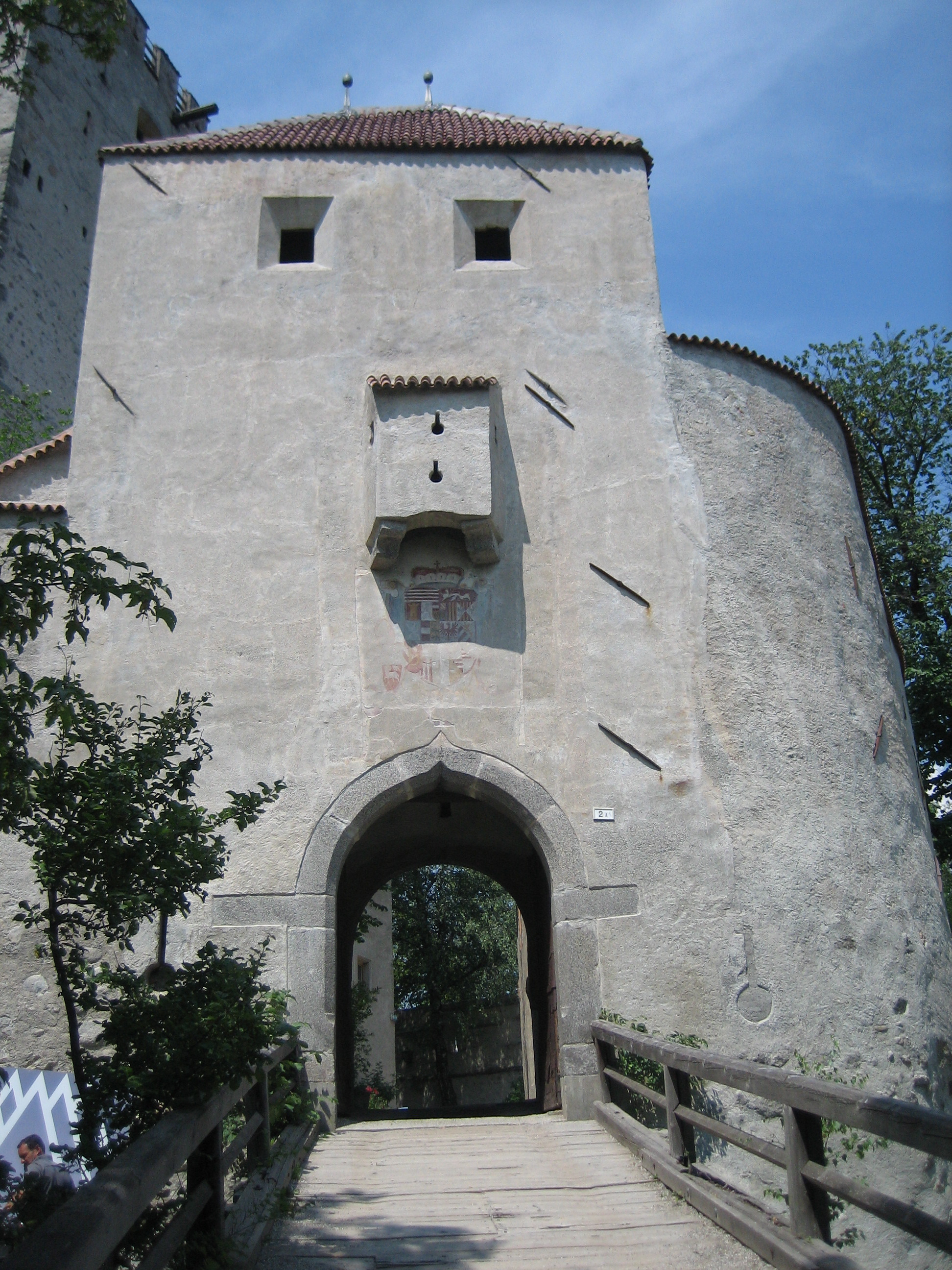
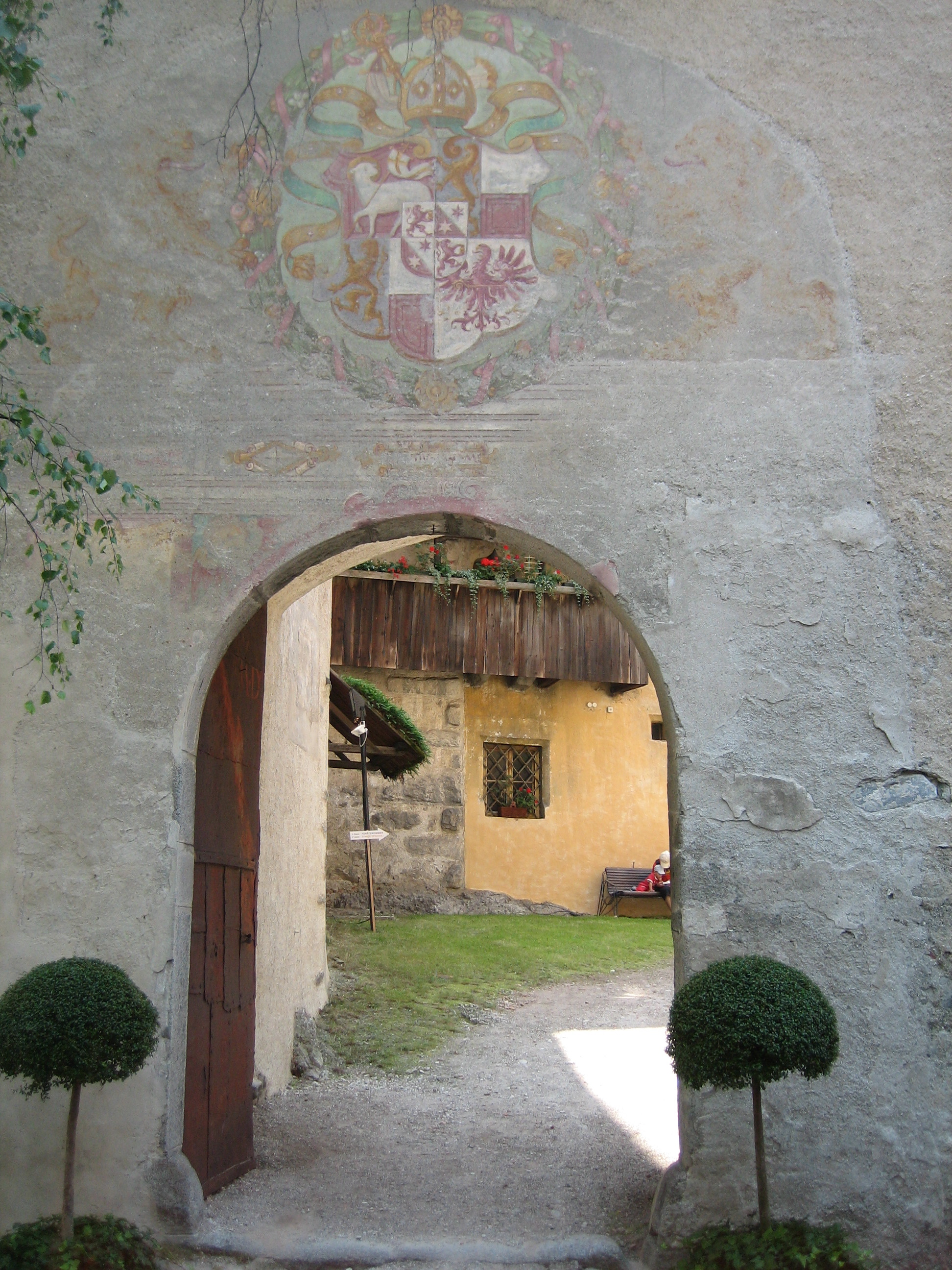
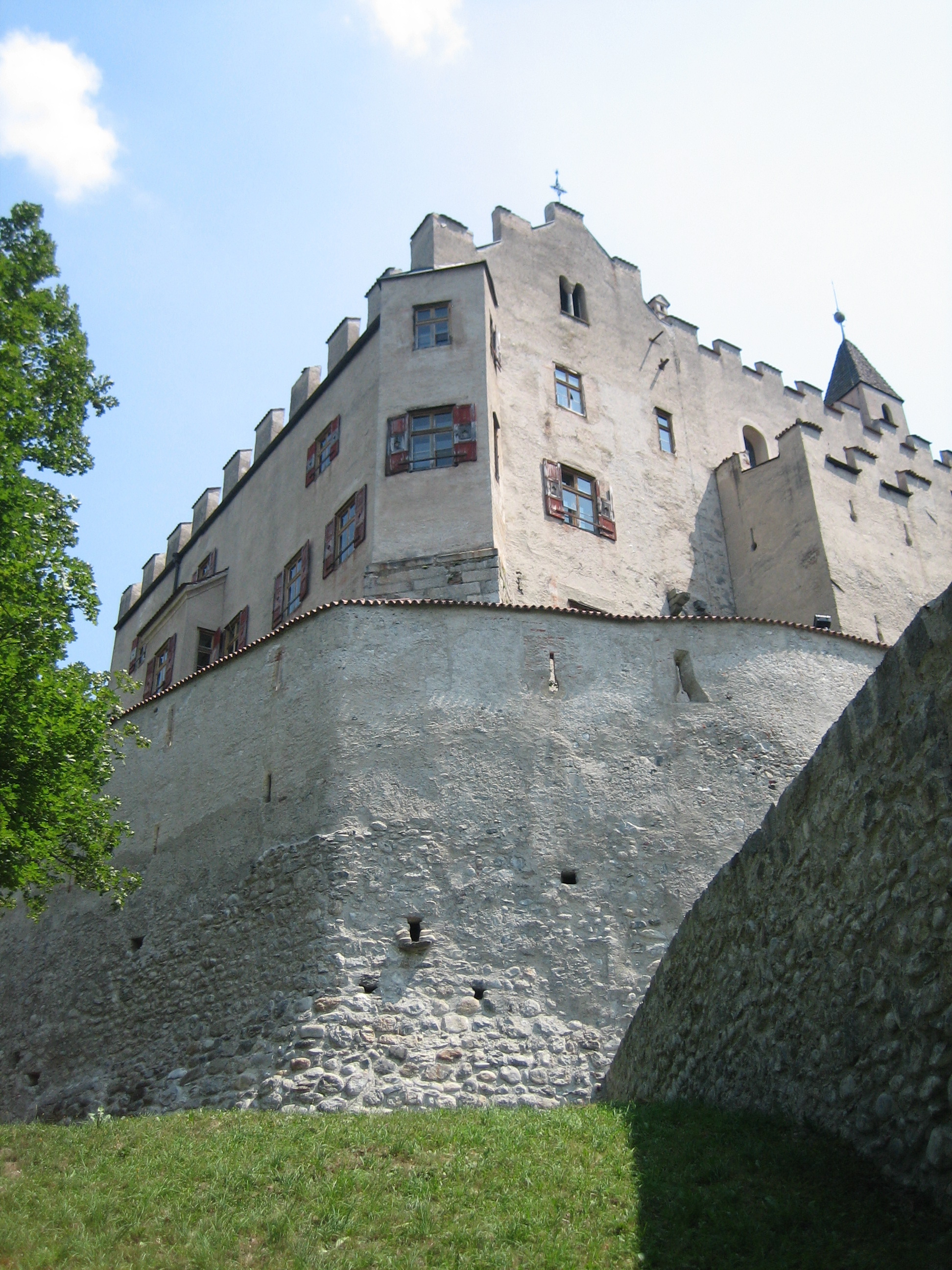
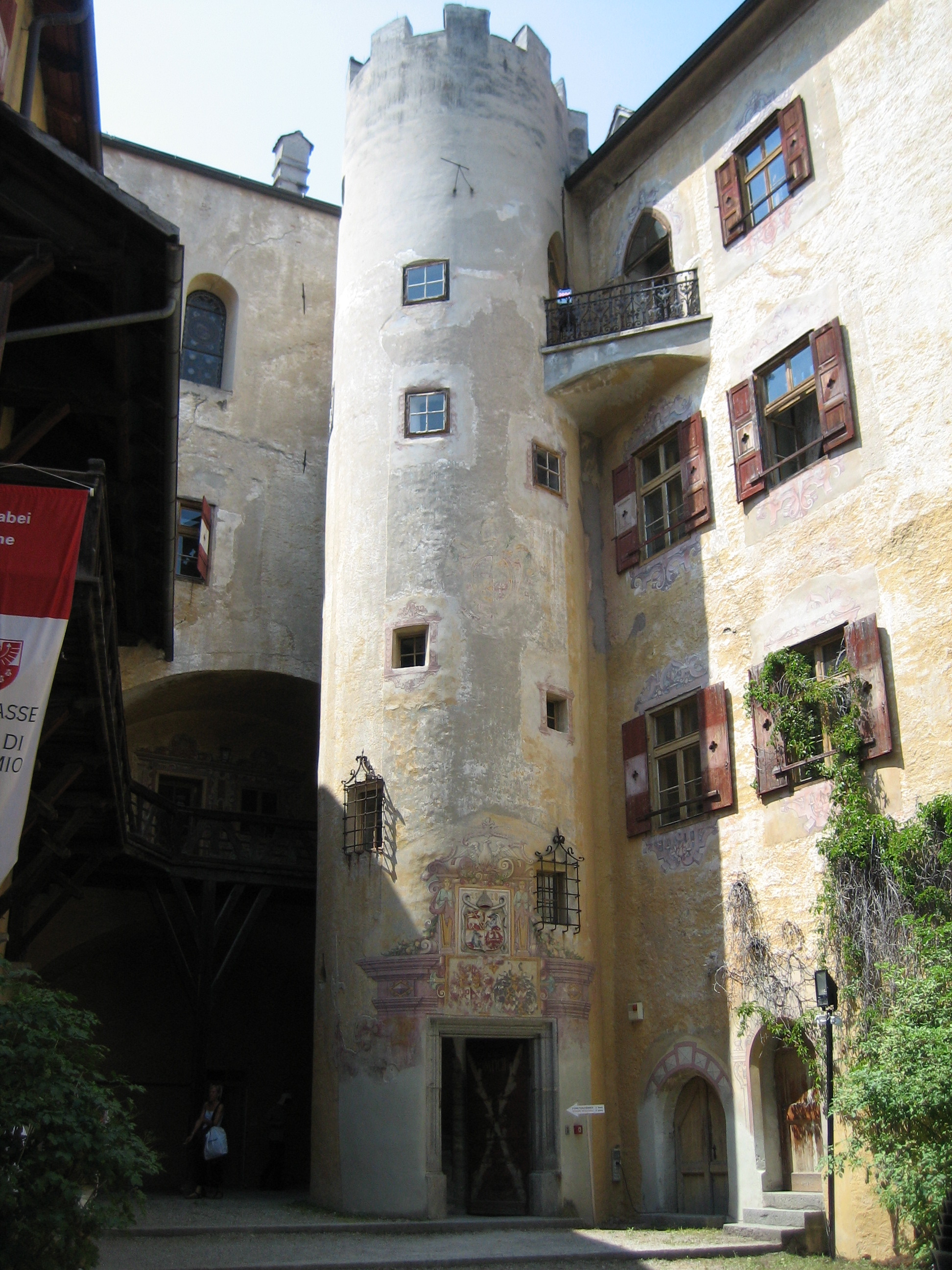
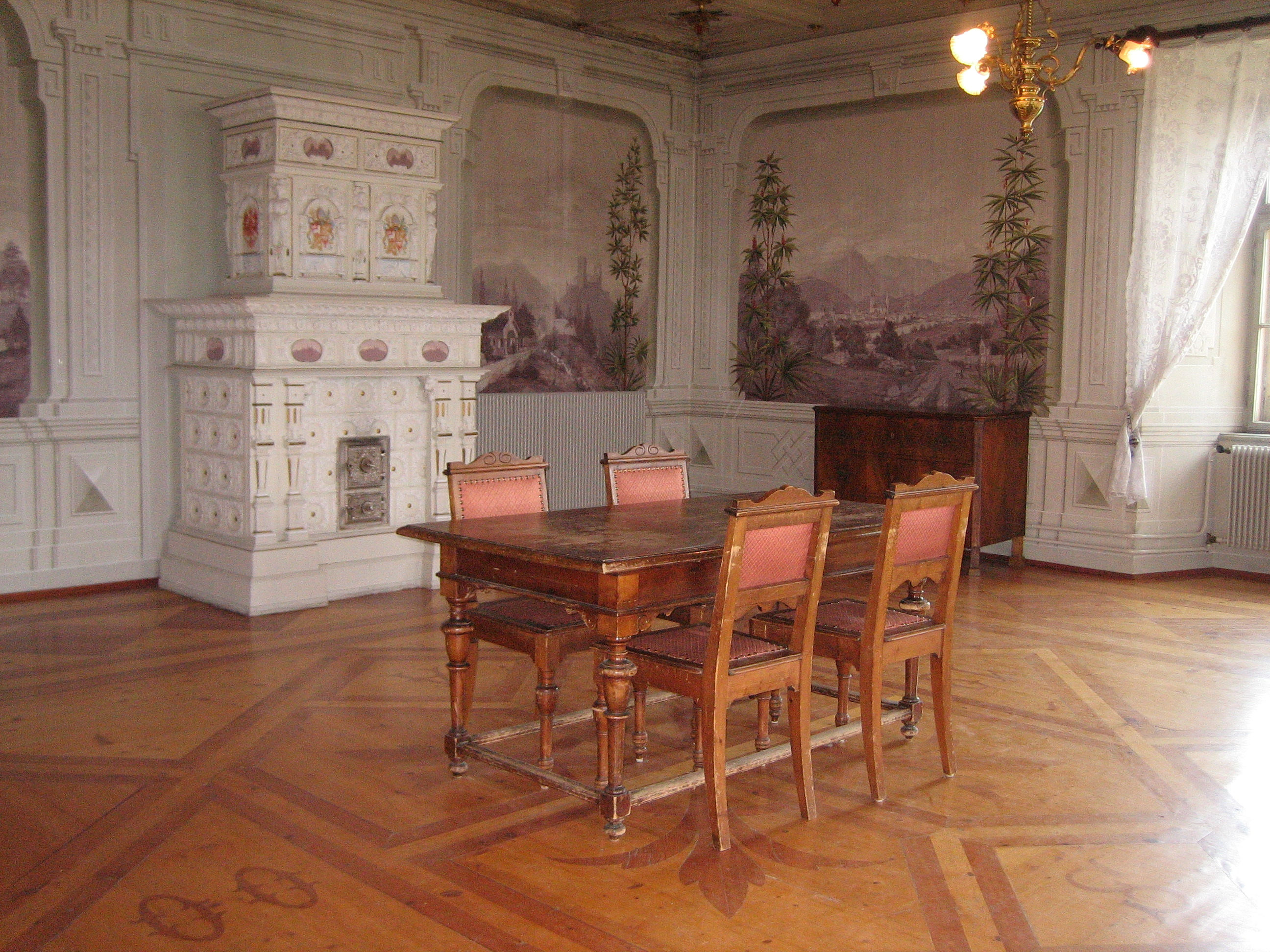
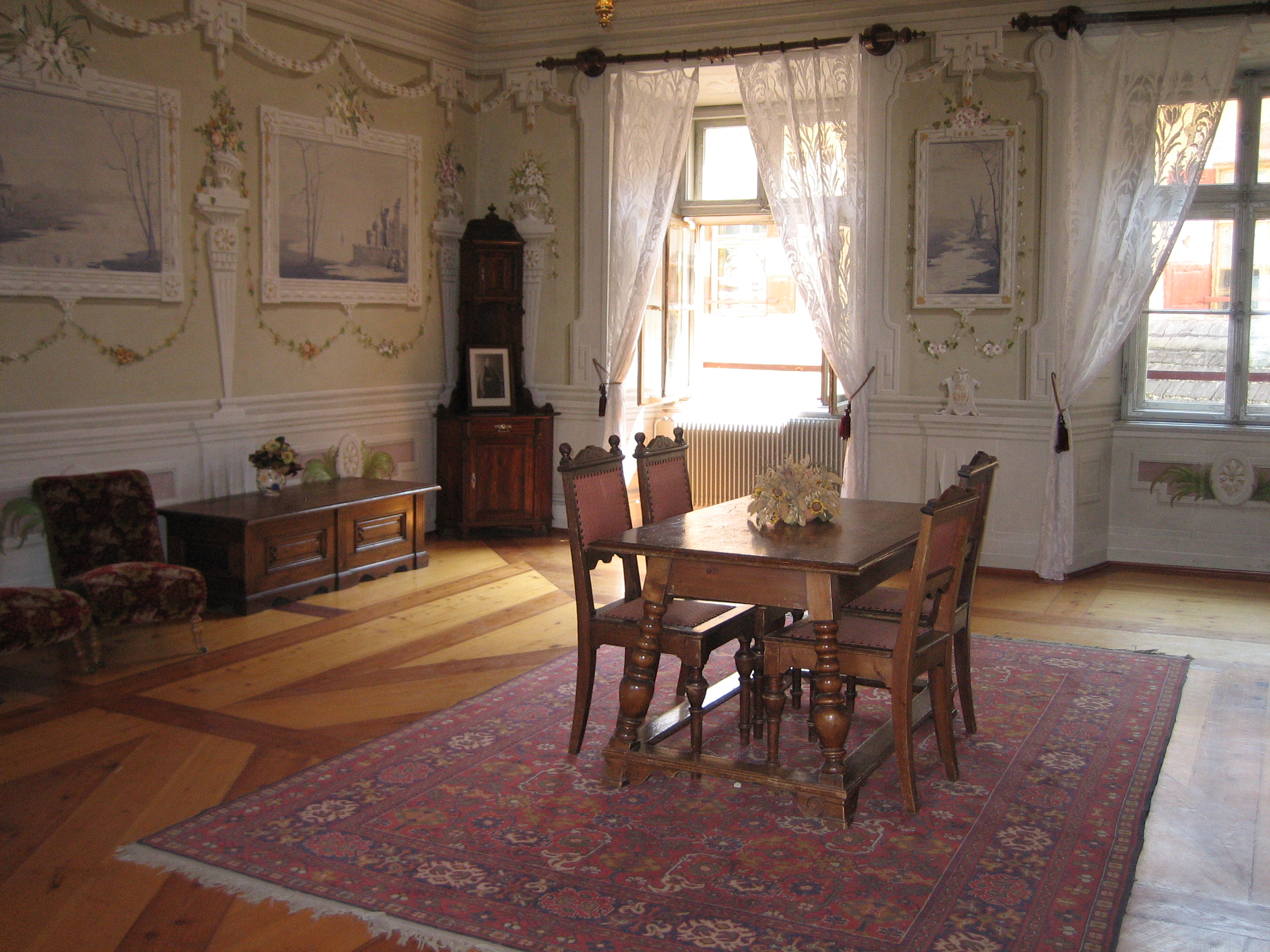
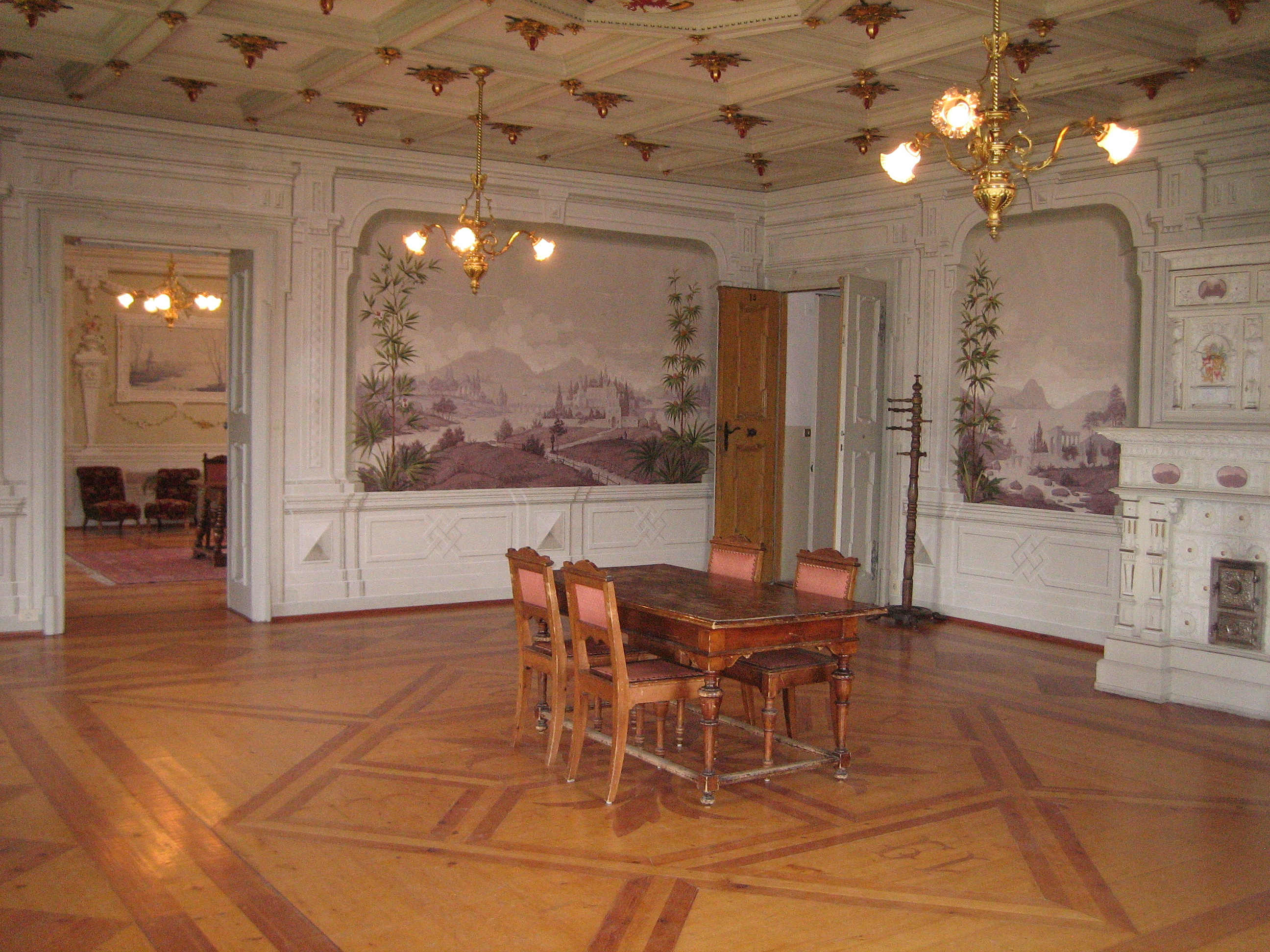
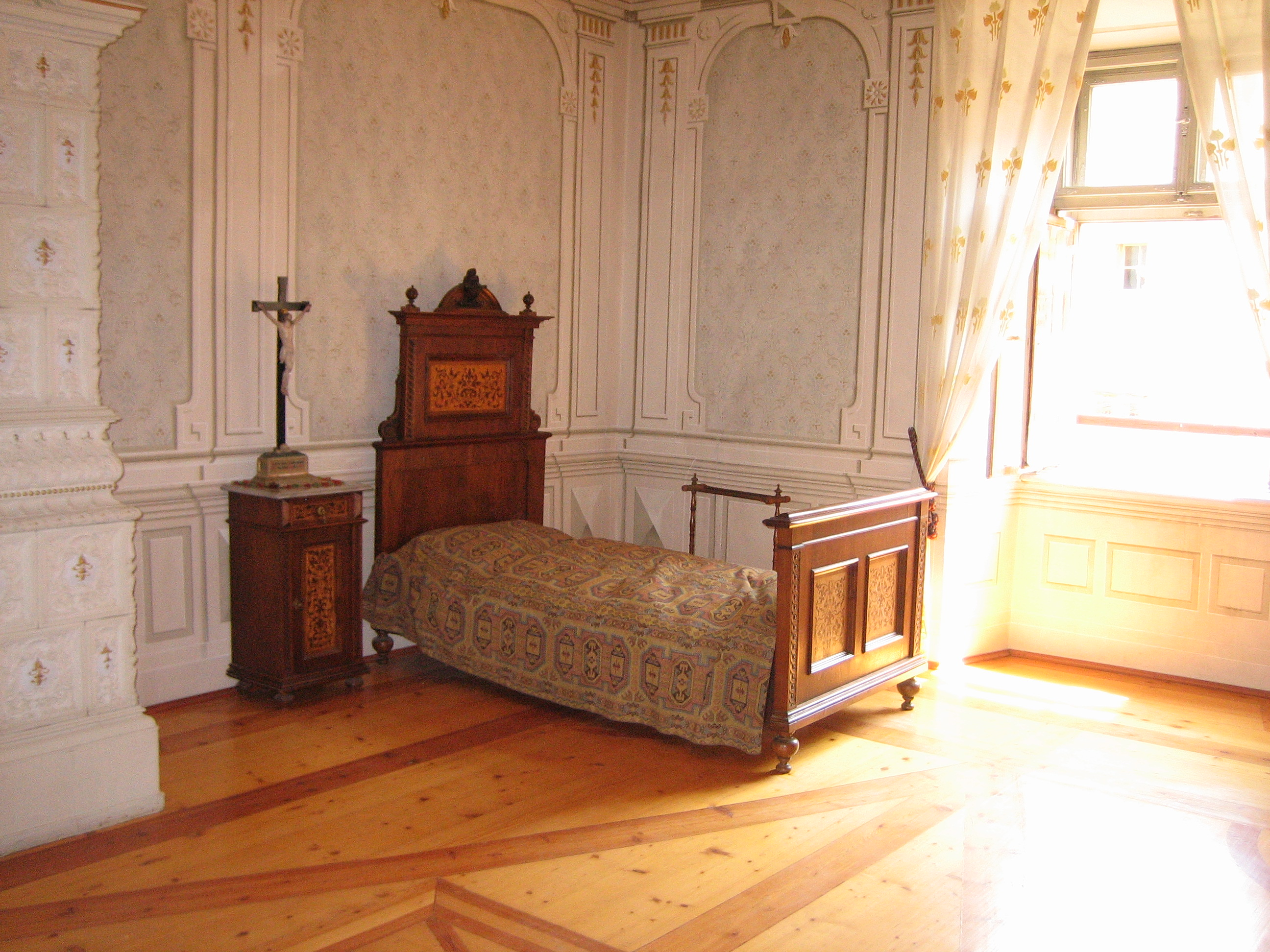